# Cantón de Clelles
El cantón de Clelles era una división administrativa francesa, que estaba situada en el departamento de Isère y la región de Ródano-Alpes.

## Composición
El cantón estaba formado por ocho comunas:
- Chichilianne
- Clelles
- Lalley
- Le Monestier-du-Percy
- Percy
- Saint-Martin-de-Clelles
- Saint-Maurice-en-Trièves
- Saint-Michel-les-Portes

## Supresión del cantón de Clelles
En aplicación del Decreto nº 2014-180 de 18 de febrero de 2014, el cantón de Clelles fue suprimido el 22 de marzo de 2015 y sus 8 comunas pasaron a formar parte del nuevo cantón de Matheysine-Trièves.